# Arnaud de Canteloup
Pour les articles homonymes, voir de Canteloup.
Arnaud de Canteloup (ou Arnaud Frangier ou Frigier ou Chanteloup), était le fils du seigneur de Canteloup, à Carignan (Gironde), en Guyenne. Sa famille était apparentée ou alliée à celle de Clément V. Celui-ci l'éleva à la pourpre cardinalice en le nommant cardinal-prêtre du titre de Saint-Marcel.

## Biographie

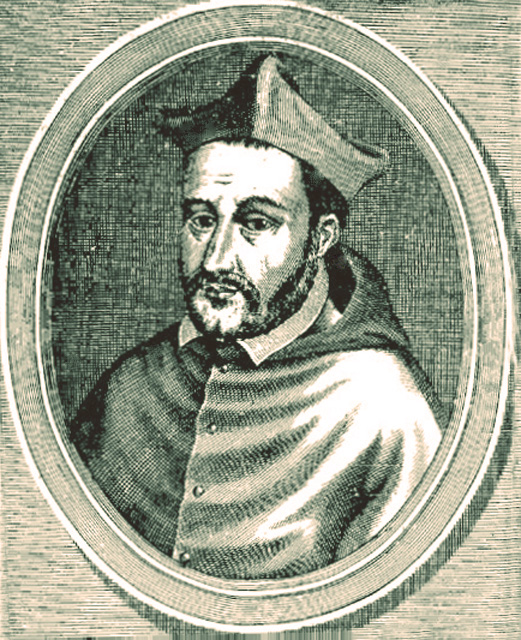
Cardinal Arnaud de Canteloup

Il devint prieur de La Réole vers 1280 puis fut nommé archidiacre, dans le diocèse d'Agen, vers 1305. Il succéda à Clément V  comme archevêque de Bordeaux, le 24 juillet 1305, durant seulement quelques mois. Il prit le nom d'Arnaud III de Canteloup, car troisième des Arnaud, archevêques de Bordeaux (après Arnaud I en 1022 et Arnaud II Géraud de Cabanac de 1103 à 1130)
En effet, lors du premier consistoire de Clément V le 15 décembre 1305 à Lyon, il fut promu cardinal-prêtre de Saint-Marcel. Ce même pape le nomma ensuite camerlingue de la Sainte Église fonction qu'il assuma entre 1306 et 1310. Comme il était sujet anglais, il reçut la charge de doyen de Saint-Paul à Londres, le 16 mai 1307 jusqu'à sa mort. Il assista au concile de Vienne au cours de l'année 1311 et devint cardinal-protoprêtre  en août 1313.
Il acquit les terres de Montravel en Périgord qui restèrent à l'Archevêché jusqu'à la Révolution.
Le cardinal de Canteloup décéda à Avignon, le 14 décembre 1313, par testament il laissa de grandes richesses à la cathédrale de Bordeaux.